# Pluvault
Pluvault est une ancienne commune française située dans le département de la Côte-d'Or en région Bourgogne-Franche-Comté.
La commune fusionne le 1er janvier 2019 avec Longeault pour former la nouvelle commune de Longeault-Pluvault.

## Histoire
En France, l’acte de naissance de l’école primaire publique est signé par la loi Guizot du 28 juin 1833. Celle-ci, dans son article 8, précisa la notion d’école publique « celles qu’entretiennent en tout ou partie, les communes, les départements ou l’État » . À l’époque où les idées de république et de suffrage universel se propageaient, la commune de Pluvault adhéra précocement à la nécessité d’alphabétisation du peuple. Elle avait en effet acquis en 1824 une maison destinée en partie à faire la classe et à loger l’instituteur. Cet achat est le point de départ de l’historique du bâtiment de l’école primaire. Avant d’en évoquer quelques faits marquants relevés dans les archives, il convient de rappeler qu’il y avait déjà depuis longtemps des instituteurs dans notre commune, notamment un certain Étienne Jacquemin, né à Pluvault le 30 mars 1777.
Cet instituteur est certainement un personnage important de notre histoire plovotoise. Il fut nommé à l’époque révolutionnaire le 23 nivôse de l’an V (1797) et était toujours en poste sous la monarchie de Juillet comme l'atteste sa prestation de serment datée du 30 janvier 1835. À travers la correspondance échangée entre la commune de Pluvault et l’administration préfectorale, on peut ressentir l’attachement des habitants à cet instituteur enfant du pays. En effet, lorsqu’en l’an IX (1800), l’administration le remplaça par un certain dénommé Desserey, le maire et les « parents d’élèves » de l’époque se mobilisèrent pour lui apporter leur soutien. Il faut bien avouer qu’en plus de soutenir leur instituteur préféré, les plovotois ne se privèrent pas d’accabler Desserey qui avait eu la mauvaise idée d’avoir précédemment exercé l’impopulaire fonction de percepteur du canton de Pluvault ! À peine nommé, ce dernier ne fut pas ménagé « il n’assure l’instruction que quatre à cinq fois par décade et le trois quart du temps se poste au cabaret et mène une vie irrégulière ». Étienne Jacquemin repris finalement ses fonctions en floréal de l’an X (1801). Son école se tenait entre Pluvault et Longeault dans une maison exiguë qui n’était composée que d’une cuisine et d’une salle de classe. En 1810, il fit savoir que, depuis son mariage, il lui était impossible de continuer à se loger dans un endroit où il n’y avait aucune aisance. Les maires étaient attachés à l’idée que l’école continue de se faire au milieu des deux communes. Pour faire face à la situation, on entreprit quelques travaux financés par le bénéfice de la vente d’une récolte d’herbe, en attendant mieux...
En 1824, une certaine Marie Rousseau veuve d’Antoine Matiron souhaita vendre une maison située à côté de l’église paroissiale. Cette bâtisse avait appartenu à François et Claude Martin, respectivement aubergiste à Vougeot et soldat dans la 4e compagnie d’ouvriers de Marine à Dunkerque. Depuis le 25 mars 1818, Longeault était dorénavant réuni à Pluvault. Le maire pensa qu’il fallait absolument saisir une telle opportunité pour établir une maison communale. C’était selon lui une occasion « unique ». Sous tutelle administrative du préfet, il devait évidemment justifier son affaire. Il s’y employa en indiquant que le bâtiment conviendrait pour la classe, pour loger l’instituteur des garçons et pour la gestion des affaires municipales. Il savait choisir ses arguments « j’ai toujours craint que cette maison qui est si rapprochée de l’église ne devienne tôt ou tard un lieu de débauche en tombant entre les mains d’un cabaretier, ce qui serait fort inconvenant à la porte de l’Église  ». A pareille époque - le Roi Charles X était au pouvoir depuis 2 mois et songeait vivement à restaurer les principes de l’Ancien Régime -, vouloir protéger les édifices religieux n’était évidemment pas une mauvaise intention. Le préfet répondit donc favorablement à ce projet. Par les soins de Me Maires, notaire à Genlis, on organisa la vente de la maison Matiron/Rousseau le 23 novembre 1824. Huit acheteurs étaient sur les rangs. Au bout de la dix-septième bougie, l’adjudication fut tranchée au bénéfice du maire Claude Lebaut se portant acquéreur au nom de la commune. Le marquis de Pluvault se chargea alors de faire l’avance du prix à payer.
Entre novembre 1824 et le 15 décembre 1836, date de réception des travaux d’aménagement de l’école, les correspondances échangées entre l’architecte auxonnais Phal Blando, le maire et le préfet nous livrent quelques éléments permettant d’apprécier le contexte administratif de l’époque et les contingences de la gestion communale. Il faut préciser qu’à ce moment de l’histoire, l’enseignement devint un enjeu politique important entre républicains et monarchistes. La loi de 1833 consacrée à l’instruction primaire bouleversa et retarda le modeste projet de départ de la commune. Financièrement, les travaux pesèrent lourdement sur le budget. À partir de 1835, le Conseil municipal décida de vendre plusieurs parcelles de terrain ainsi qu’une autre maison en mauvais état pour faire face aux dépenses occasionnées par les prescriptions nouvelles du Ministère de l’Instruction publique.
La maison Matiron/Rousseau fut presque complètement démolie pour laisser place au bâtiment que nous pouvons encore apercevoir aujourd’hui rue du Chanoine Laboureau. Gageant sur l’essor prochain de l’enseignement, l’administration départementale chargée de relayer les directives du Ministère avait fixé la capacité d’accueil de la future classe à un peu plus de 80 élèves. Dans un courrier de juin 1835, le maire indiqua au préfet qu’il n’était peut-être pas nécessaire de prévoir une classe aussi grande. Il voulait faire des économies mais se heurta aux réticences de l’architecte qui avait défini son projet en fonction des circulaires en vigueur. Celui-ci précisa alors que la salle de classe de dix mètres de long sur sept mètres de large était dimensionnée pour accueillir dix cercles de lecture utilisables dans le cadre de la méthode d’enseignement simultané.
Le maire, déjà bien embarrassé par le nombre important de ses écoliers, par la tenue de son budget et par la complexité de mise en œuvre de la loi sur l’enseignement, devait en outre batailler au sujet des travaux de la future école avec son Conseil municipal (élu au suffrage censitaire depuis 1831). Il rapporta au préfet qu’il avait rencontré des difficultés avec certains membres du Conseil municipal lorsque l’architecte était venu déterminer l’emplacement définitif du bâtiment. Comme ce dernier, le maire préconisait que la façade soit du côté de la grande rue alors que les conseillers voulaient que l’école soit adossée au mur du cimetière qui était à l’époque dans l’enceinte de l’église. Le maire précisa qu’il s’agissait « d’une opposition qui n’avait pour fondement qu’un esprit de contrariété » . Du reste, il rappela un article du règlement du comité d’instruction primaire qui exigeait que les fenêtres de la salle d’école soient ouvertes une partie de la journée. Il démontrait que si l’on suivait l’idée de ses opposants, « les 6 fenêtres de derrière donneraient sur le cimetière et les 6 fenêtres de devant sur les tects à porcs et le tas de fumier des voisins »  ! Selon toute vraisemblance, ce n’était évidemment pas la meilleure des solutions pour renouveler l’air de la salle de classe et aérer l’esprit des élèves.
Malgré toutes ces vicissitudes, les travaux furent menés à bien et c’est probablement dans le courant de l’année 1837 que la classe des garçons fut mis en service. On acheta alors cinq nouvelles tables, elles aussi fabriquées en fonction des recommandations du Ministère. En hiver, les garçons furent une soixantaine à prendre le chemin de l’école alors qu’à la belle saison, seule une vingtaine étaient présents. Par la suite, les effectifs durent régresser car Longeault fut séparé de Pluvault en janvier 1844.
S’agissant des filles, leur instruction avait été confiée aux sœurs de la Providence en 1824. Les habitants manifestèrent le souhait de les envoyer dans la classe publique de l’instituteur. Le maire soutenait leur démarche mais le préfet répondit négativement à cette requête. Il indiqua que la nouvelle loi sur l’enseignement ne s’appliquait qu’aux garçons, que les petites plovotoises avaient la chance d’avoir une institutrice, et que pour leur instruction, la précédente loi datant de 1816 était toujours en vigueur. Cette dernière indiquait que « les garçons et les filles ne pourront jamais être réunis pour recevoir l’enseignement » . La mixité et l’égalité étaient donc encore loin. En 1835, le préfet écrivit « les communes sont libres d’établir des écoles de filles, la morale l’exige, mais le gouvernement ne s’est imposé aucune obligation » . Autrement dit, les jeunes filles, dont on n’imaginait à peine qu’elles puissent un jour devenir électrices, n’étaient pas la priorité du moment.
Avant de refermer cette modeste page d’histoire consacrée à l’école, deux petites anecdotes recueillies au hasard des archives illustrent les facéties plovotoises de la gestion communale d’antan. En 1890, le maire de Pluvault, sûrement très enthousiaste et adepte des pétards, voulut utiliser l’école et la salle de classe pour y organiser le bal public du 14 juillet ! Il se fit rappelé à l’ordre par le préfet « une salle de classe ne doit être affectée, en dehors de sa destination spéciale, qu’à des cérémonies d’un caractère sérieux, qu’à des services pour lesquels il y a lieu de prendre en considération l’intérêt général » .
En 1913, c’est au tour de l’instituteur de déclencher les foudres de l’inspecteur d’Académie. La commune projetait de faire construire une remise dans la cour de l’école. Alerté de cette affaire, l’inspecteur découvrit que ladite construction était en fait destinée à entreposer le corbillard de la localité ! Il pensait à juste titre que ce véhicule, susceptible d’avoir transporter des corps de personnes atteintes de maladies contagieuses, était dangereux. L’inspecteur, inquiet pour la santé des enfants, fut très remonté contre l’instituteur car celui-ci n’avait manifesté aucune opposition au projet alors même qu’il occupait le poste de secrétaire de mairie. L’inspection académique alerta le préfet qui ne manqua pas de faire parvenir au maire quelques observations sur le sujet.
En conclusion, on pourrait donc penser que les bêtises ne sont pas l’apanage des cours d’école. Ne dites surtout pas aux écoliers que les élus de la mairie en font autant qu’eux : ils seraient capables de le croire et répéter que cela dure depuis des siècles...
Le 1er janvier 2019, la commune fusionne avec Longeault pour créer la commune nouvelle de Longeault-Pluvault dont la création est actée par un arrêté préfectoral du 28 septembre 2018.

## Politique et administration

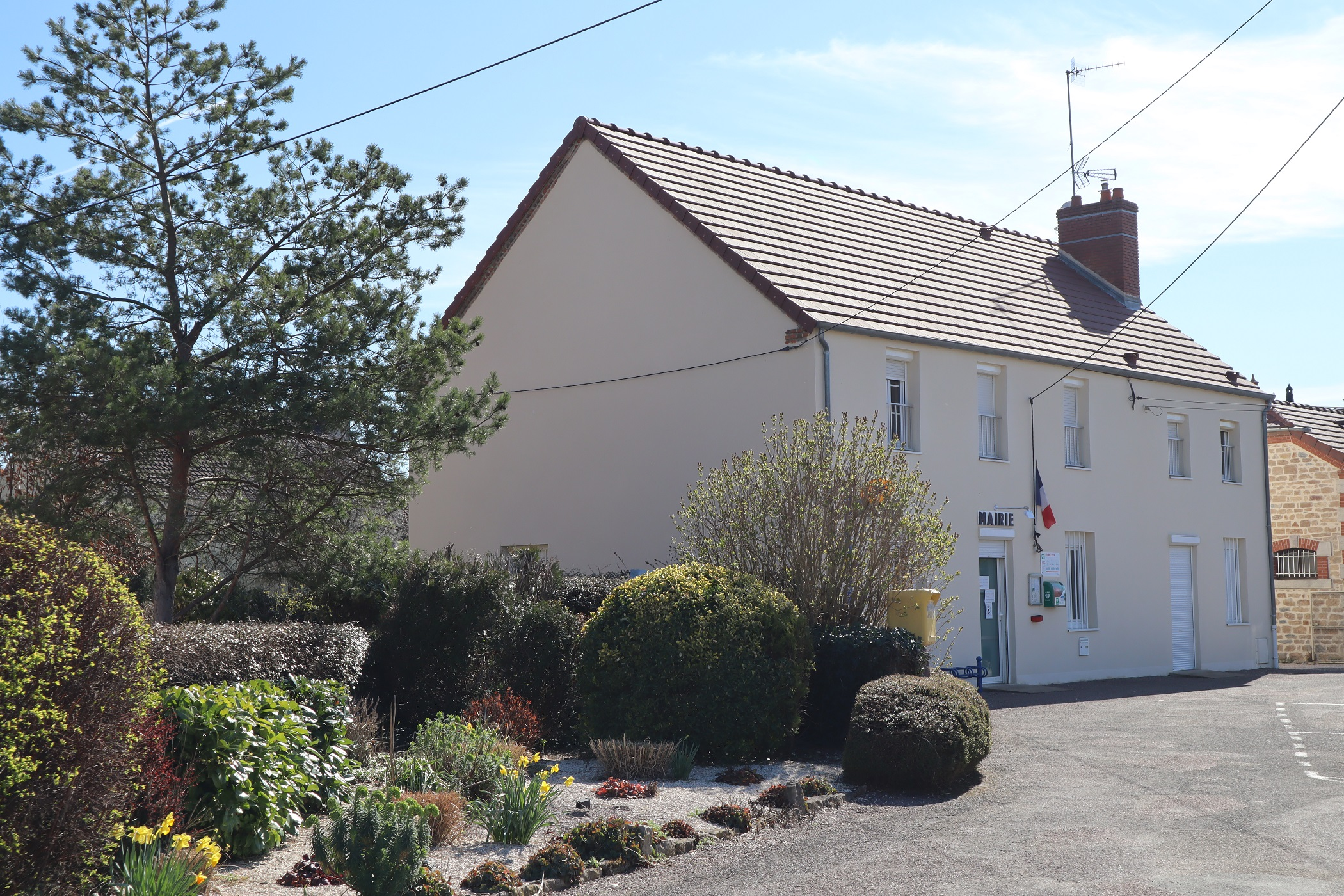
Mairie de Pluvault.

| Période                                  | Période      | Identité    | Étiquette | Qualité |
| ---------------------------------------- | ------------ | ----------- | --------- | ------- |
| vers 1970                                |              | R. Roussey  |           |         |
| mars 2001                                | juillet 2022 | Daniel Suty |           |         |
| Les données manquantes sont à compléter. |              |             |           |         |

## Démographie
L'évolution du nombre d'habitants est connue à travers les recensements de la population effectués dans la commune depuis 1793. Pour les communes de moins de 10 000 habitants, une enquête de recensement portant sur toute la population est réalisée tous les cinq ans, les populations de référence des années intermédiaires étant quant à elles estimées par interpolation ou extrapolation. Pour la commune, le premier recensement exhaustif entrant dans le cadre du nouveau dispositif a été réalisé en 2008.

En 2016, la commune comptait 547 habitants, en évolution de +5,8 % par rapport à 2010 (Côte-d'Or : +0,82 %, France hors Mayotte : +2,11 %).
| 1793 | 1800 | 1806 | 1821 | 1831 | 1836 | 1841 | 1846 | 1851 |
| ---- | ---- | ---- | ---- | ---- | ---- | ---- | ---- | ---- |
| 294  | 309  | 300  | 587  | 648  | 668  | 618  | 363  | 367  |

| 1856 | 1861 | 1866 | 1872 | 1876 | 1881 | 1886 | 1891 | 1896 |
| ---- | ---- | ---- | ---- | ---- | ---- | ---- | ---- | ---- |
| 379  | 368  | 325  | 329  | 295  | 292  | 290  | 282  | 267  |

| 1901 | 1906 | 1911 | 1921 | 1926 | 1931 | 1936 | 1946 | 1954 |
| ---- | ---- | ---- | ---- | ---- | ---- | ---- | ---- | ---- |
| 257  | 248  | 250  | 224  | 246  | 234  | 237  | 253  | 280  |

| 1962 | 1968 | 1975 | 1982 | 1990 | 1999 | 2006 | 2008 | 2013 |
| ---- | ---- | ---- | ---- | ---- | ---- | ---- | ---- | ---- |
| 239  | 232  | 271  | 468  | 502  | 509  | 528  | 534  | 545  |

| 2016 | - | - | - | - | - | - | - | - |
| ---- | - | - | - | - | - | - | - | - |
| 547  | - | - | - | - | - | - | - | - |

## Lieux et monuments
- Église Notre-Dame de l'Assomption.

## Héraldique
| Blason | Blasonnement : D'or au lion couronné d'azur. |